# Winter (Wisconsin)
Winter – miasto w Stanach Zjednoczonych, w stanie Wisconsin, w hrabstwie Sawyer.